# Lista de locomotivas da Cosipa
Para realizar a movimentação de materia-prima e produtos acabados em um complexo industrial são utilizadas locomotivas de manobra. A lista abaixo apresenta as locomotivas diesel-elétricas, que pertencem a Cosipa, atual Usiminas, unidade de Cubatão - Usina José Bonifácio de Andrada e Silva.
| Modelo  | Fabricante | Tração          | Número de Fabricação | Númeração Original]] | Rodagem | Ano De Produção | Total | Potência | Status                                    | Imagem |
| ------- | ---------- | --------------- | -------------------- | -------------------- | ------- | --------------- | ----- | -------- | ----------------------------------------- | ------ |
| GE U6B  | GE         | Diesel-Elétrica | 33896-33897          | 1-2                  | B-B     | 1960            | 2     | 540 hp   | Baixadas                                  |        |
| GE U12C | GE         | Diesel-Elétrica | 34436-34437          | 3-4                  | C-C     | 1961            | 2     | 1200 hp  | Baixadas, uma unidade pertence a Geoterra |        |
| GE 100T | GE         | Diesel-Elétrica | 2500141 a 2500144    | 5-8                  | B-B     | 1966            | 4     | 600 hp   | Em atividade                              |        |
| GE 100T | GE         | Diesel-Elétrica | 2500488 a 2500492    | 9-13                 | B-B     | 1975            | 5     | 600 hp   | Em atividade                              |        |
| GE 100T | GE         | Diesel-Elétrica |                      | 14-22                | B-B     | 1978            | 9     | 600 hp   | Em atividade                              |        |
| GE 100T | GE         | Diesel-Elétrica | 2501043 a 2501052    | 23-32                | B-B     | 1982            | 10    | 600 hp   | Em atividade                              |        |
| GE 100T | GE         | Diesel-Elétrica | 2501249 a 2501251    | 33-35                | B-B     | 1989            | 3     | 600 hp   | Em atividade                              |        |